# Papuella birolecta
Papuella birolecta es una especie de coleóptero de la familia Endomychidae. Es el único miembro del género Papuella.

## Distribución geográfica
Habita en Nueva Guinea.